# 메피스토 (여왕벌의 노래)
〈메피스토〉(일본어: メフィスト)는 일본의 록 밴드인 여왕벌의 노래다. 2023년 4월 20일에 Ziyoou Records와 소니 뮤직 어소시에이티드 레코드를 통해 선행 인터넷 스트리밍이 개시되어, 2023년 5월 17일에 맥시 싱글이 발매되었다.
표제곡인 〈메피스토〉는 일본의 텔레비전 애니메이션 《【최애의 아이】》의 첫 번째 시즌의 엔딩 테마로 사용되었다.

## 출시
2023년 4월 20일에 디지털 음원 및 스트리밍 플랫폼에 발매되어, 5월 17일에 Sony Music Associated Records의 여왕 레코드 레이블로부터, 2022년 12월 25일에 Zepp DiverCity에서 행해진 《아부 짱 성탄절 2022 ~해피 걸~》의 영상이 수록되어 있는 블루레이 디스크가 초회 생산 한정판과, 《【최애의 아이】》의 등장인물인 아쿠아와 루비가 그려진 신규 재킷 일러스트 사양으로, 〈메피스토〉의 온에어 사이즈가 수록된 통상판의 총 2개의 형태로 출시되었다. 2개의 형태 모두 초회 생산으로서, 7inch 레코드 사이즈의 종이 재킷 사양이 되고 있다.

## 곡 목록

### 디지털 다운로드
전체 작사·작곡: 바라조노 아부. 전체 편곡: 여왕벌·츠카다 코지, 현악기 편곡: 나가시마 미노리
| #            | 제목           | 재생 시간 |
| ------------ | -------------- | --------- |
| 1.           | 〈メフィスト〉 | 3:47      |
| 총 재생 시간 | 총 재생 시간   | auto      |

### 초회 생산 한정판
전체 작사·작곡: 바라조노 아부
| #            | 제목                            | 재생 시간 |
| ------------ | ------------------------------- | --------- |
| 1.           | 〈メフィスト〉                  | 3:50      |
| 2.           | 〈ファウスト〉                  | 3:13      |
| 3.           | 〈メフィスト〉 (off vocal ver.) | 3:50      |
| 4.           | 〈ファウスト〉 (off vocal ver.) | 3:11      |
| 총 재생 시간 | 총 재생 시간                    | auto      |

전체 작사·작곡: 바라조노 아부(「歌姫」のみ、薔薇園アヴ様)
| #  | 제목             | 재생 시간 |
| -- | ---------------- | --------- |
| 1. | 〈失楽園〉       |           |
| 2. | 〈PRIDE〉        |           |
| 3. | 〈バイオレンス〉 |           |
| 4. | 〈ヴィーナス〉   |           |
| 5. | 〈十〉           |           |
| 6. | 〈歌姫〉         |           |
| 7. | 〈犬姫〉         |           |
| 8. | 〈Introduction〉 |           |

### 통상판
전체 작사·작곡: 바라조노 아부
| #            | 제목                             | 재생 시간 |
| ------------ | -------------------------------- | --------- |
| 1.           | 〈メフィスト〉                   | 3:50      |
| 2.           | 〈ファウスト〉                   | 3:13      |
| 3.           | 〈メフィスト〉 (anime size edit) | 1:31      |
| 4.           | 〈メフィスト〉 (off vocal ver.)  | 3:49      |
| 총 재생 시간 | 총 재생 시간                     | auto      |

## 인증
| 국가                        | 인증      | 판매량/출하량 |
| Streaming                   | Streaming | Streaming     |
| --------------------------- | --------- | ------------- |
| 일본 (RIAJ)                 | 플래티넘  | 100,000,000   |
| 스트리밍을 기반으로 한 인증 |           |               |